# Hänssler
Hänssler-Verlag est une maison d'édition musicale allemande fondée en 1919 en tant que « Musikverlag Hänssler » par Friedrich Hänssler Senior (décédé en 1972) pour la publication de musique d'église. La société est aujourd'hui basé à Holzgerlingen. Depuis 1972, Hänssler Verlag publie également de la musique contemporaine et du jazz. 

## Hänssler Classic
Hänssler Classic est un label discographique de musique classique, fondée en 1975 par Friedrich Hänssler junior,. Le label est l'un des éditeurs classiques de la station de radio Südwestrundfunk (SWR), qui dispose de trois orchestres, d'un chœur et d'un big band. Le label est également partenaire de l'Internationale Bachakademie Stuttgart, fondée par Helmuth Rilling en 1981.
En 2002, Hänssler devient filiale de la SCM (Stiftung Christliche Medien (de)), une fondation des médias chrétien évangélique.